# Marion Harris
Mary Ellen Harrison (Indiana, 4 april 1896 – Manhattan, 23 april 1944) was een Amerikaanse zangeres (jazz, blues, popmuziek) die het meest succesvol was in de jaren 1920. Ze was de eerste algemeen bekende blanke zangeres die jazz- en bluesliedjes zong.

## Biografie
Ze werd geboren als Mary Ellen Harrison op 4 april 1896, waarschijnlijk in Indiana. Ze zong rond 1914 in vaudeville en bioscopen in Chicago. Danseres Vernon Castle introduceerde haar bij de theatergemeenschap in New York, waar ze debuteerde in de Irving Berlin revue Stop! Look! Listen! in 1915.
In 1916 begon ze met opnemen voor Victor Records en zong ze een verscheidenheid aan nummers, zoals Everybody's Crazy 'bout the Doggone Blues, but I'm Happy, After You've Gone, A Good Man Is Hard to Find, When I Hear That Jazz Band Play en haar grootste succes I Ain't Got Nobody (oorspronkelijk getiteld I Ain't Got Nobody Much).
In 1920, nadat Victor haar belette W.C. Handys St. Louis Blues op te nemen, sloot ze zich aan bij Columbia Records, waar ze het nummer opnam. Soms aangekondigd als The Queen of the Blues, nam ze gedurende haar hele carrière blues- en jazznummers op. Handy schreef: Ze zong zo goed blues dat mensen die haar platen hoorden soms dachten dat de zangeres gekleurd was. Harris merkte op: Je doet meestal het beste wat van nature komt, dus begon ik van nature bluesliedjes uit het zuidelijke dialect en het moderne te zingen.
Ze was kort getrouwd met de acteur Robert Williams. Ze trouwden in 1921 en scheidden het jaar daarop. Harris en Williams hadden een dochter, Mary Ellen, die later zangeres werd onder de naam Marion Harris jr.
In 1922 tekende ze bij Brunswick Records. Ze bleef gedurende de jaren 1920 in theaters op Broadway verschijnen. Ze speelde regelmatig in het Palace Theatre, verscheen in Florenz Ziegfelds Midnight Frolic en toerde door het land met vaudeville-shows. Na haar scheiding uit een huwelijk dat twee kinderen voortbracht, keerde ze in 1927 terug naar het theater in New York, maakte meer opnamen met Victor en verscheen in de Vitaphone-korte film Marion Harris: Songbird of Jazz van acht minuten. Na een optreden in een Hollywood-film, de vroege musical Devil-May-Care (1929) met Ramón Novarro, trok ze zich tijdelijk terug vanwege een niet bekendgemaakte ziekte.
Tussen 1931 en 1933 trad Harris op in NBC-radioshows als The Ipana Troubadors en Rudy Vallées The Fleischmann's Yeast Hour. Ze werd door NBC aangekondigd als The Little Girl with the Big Voice.
Begin 1931 trad ze op in Londen en keerde ze terug voor lange verbintenissen in Café de Paris. In Londen verscheen ze in de musical Ever Green, die werd uitgezonden op de BBC-radio. Ze maakte begin jaren 1930 ook opnamen in het Verenigd Koninkrijk, maar ging kort daarna met pensioen. In 1936 trouwde ze met Leonard Urry, een Engelse theateragent. Hun huis werd in 1941 verwoest tijdens een Duitse raketaanval en in 1944 reisde ze naar New York om een behandeling voor een neurologische aandoening te zoeken. Ze werd twee maanden later ontslagen.

## Overlijden
Marion Harris overleed in april 1944, negentien dagen na haar 48ste verjaardag, in een hotelbrand die begon toen ze in slaap viel terwijl ze in bed rookte.

## Discografie
- 2000: The Complete Victor Releases (Archeophone Records)
- 2006: Look for the Silver Lining (Living Era)

### Singles
- 1916:	I'm Gonna Make Hay While the Sun Shines in Virginia
- 1917:	I Ain't Got Nobody Much
- 1917: Paradise Blues
- 1917: They Go Wild, Simply Wild, Over Me
- 1917:	Everybody's Crazy 'Bout the Doggone Blues (But I'm Happy)
- 1917: When Alexander Takes His Ragtime Band to France
- 1917: There's a Lump of Sugar Down in Dixie
- 1919:	After You've Gone
- 1919: A Good Man Is Hard to Find
- 1919: Jazz Baby
- 1919: Take Me to the Land of Jazz
- 1920:	Left All Alone Again Blues
- 1920: St. Louis Blues
- 1920: Oh! Judge (He Treats Me Mean)
- 1920: Sweet Mama (Papa's Gettin' Mad)
- 1921:	I'm a Jazz Vampire
- 1921: Grieving for You
- 1921: Look for the Silver Lining
- 1921: I Ain't Got Nobody
- 1921: I'm Nobody's Baby
- 1921: Beale Street Blues
- 1922:	Some Sunny Day
- 1922: Nobody Lied (When They Said That I Cried Over You)
- 1922: I'm Just Wild About Harry
- 1922: Sweet Indiana Home
- 1922: Blue (And Broken Hearted)
- 1923:	Carolina in the Morning
- 1923: Aggravatin' Papa
- 1923: Rose of the Rio Grande
- 1923: Beside a Babbling Brook
- 1923: Who's Sorry Now?
- 1923: Dirty Hands! Dirty Face!
- 1924:	It Had to Be You
- 1924: How Come You Do Me Like You Do?
- 1924: Jealous
- 1924: There'll Be Some Changes Made
- 1925:	Somebody Loves Me
- 1925: Tea for Two
- 1925: I'll See You in My Dreams
- 1925: When You and I Were Seventeen
- 1928:	The Man I Love
- 1928: Did You Mean It?
- 1930:	Nobody's Using It Now